# タバコ浣腸

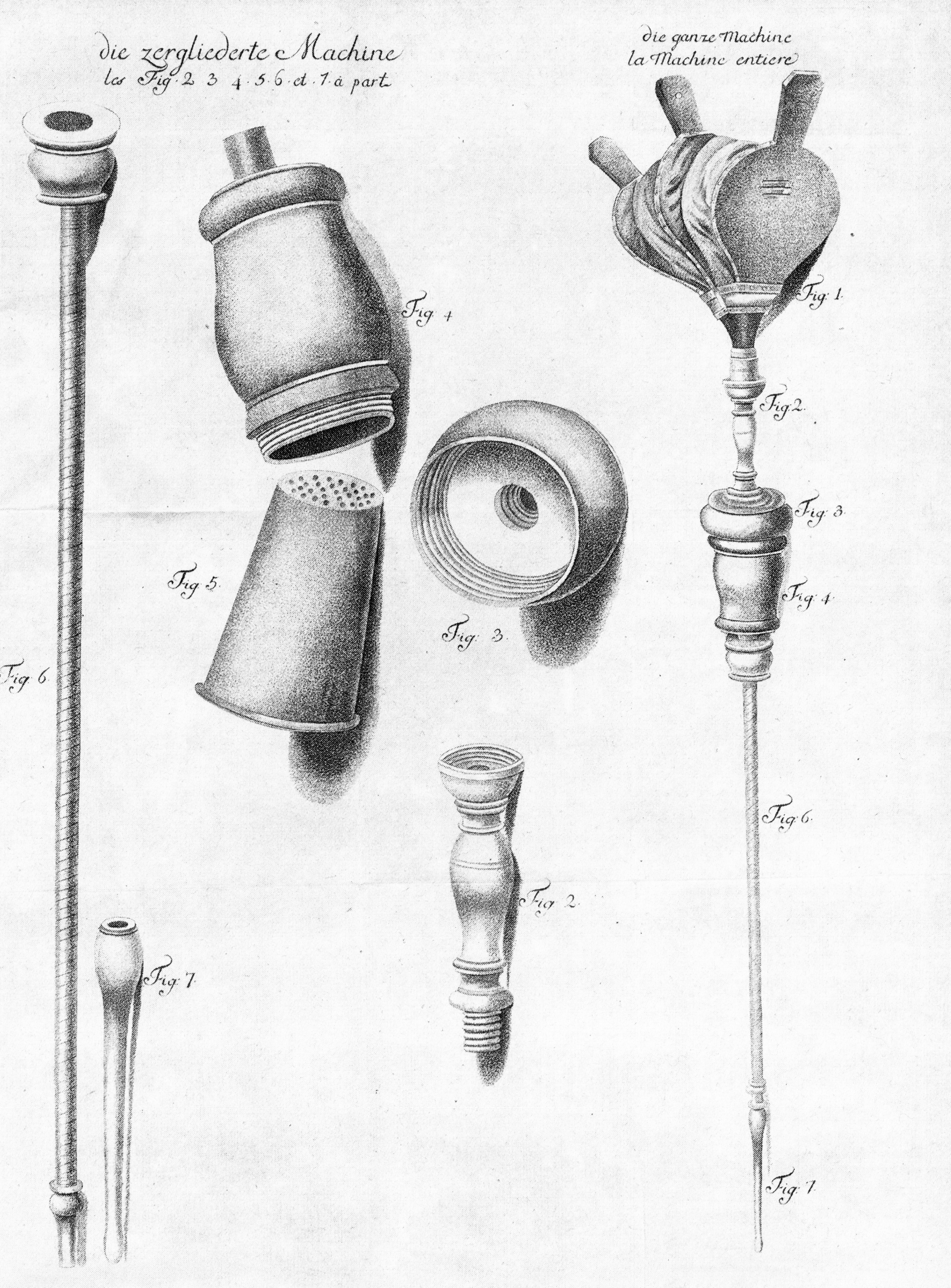
タバコの煙を浣腸する道具を描いた1776年の教本。ノズル、燻蒸器、ふいごなど

タバコ浣腸（英: tobacco smoke enema）、すなわちタバコの煙を直腸へと吹送する行為によって、北アメリカ大陸のインディアン、そして後にはヨーロッパの医者たちがさまざまな疾患を治療しようとした。
タバコは、アメリカからヨーロッパにもたらされて間もない頃から薬として扱われていた。タバコの煙はヨーロッパの医療従事者たちによって風邪や睡魔と戦う手段となった。
浣腸するという手法は北アメリカ大陸のインディアンの慣習をとりいれたものである。これは腹痛を和らげるだけでなく、溺れたひとを蘇生する試みにもよく用いられた。リキッド状のタバコの浣腸は、ヘルニアの症状を抑えるために頻用された。
19世紀のはじめごろには、タバコの煙に含まれるニコチンの毒性が発見され、この治療法も衰退した。

## タバコと医療

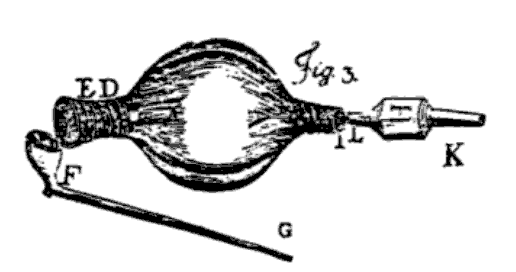
よりシンプルで携帯性の高い装置
A: 豚の膀胱
FG: パイプ
D:タバコのパイプを取り付けるマウスピース
E: 吹き込み口
K: 直腸に挿入する円錐部

西欧医学において、タバコは新大陸で発見された後にヨーロッパに輸入されるまで、未知の物質だった。しかしヨーロッパの人々は煙の効能について無知だったわけではない。香料は古代より用いられており、大麻の葉を燃やせば精神を活性化する効果のあることがスキタイ人やトラキア人には知られていた。古代ギリシアの医学者であるヒポクラテスも、咳に悩んでいた大プリニウスがそうしたように、煙を吸入することは「婦人病」によいと述べている。ヨーロッパの探検家がタバコを学んだインディアンも、その葉を宗教行事などさまざな目的に使用していた。そしてヨーロッパ人はすぐにそこには医学的な使用法もあることに気がつくのである。フランスの外交官であったジャン・ニコは鎮痛剤代わりの湿布としてタバコを使いはじめ、ニコラス・モナルデスはタバコが有効であるとする膨大な数の疾患を挙げて、これを持ち上げた。それは例えばガンであり、頭痛、呼吸障害、胃痛、痛風、腸内寄生虫、婦人病であった。当時の西欧医学は四体液説に非常な重きをおいており、わずかな間ではあったが、タバコはまさに万能薬として扱われた。薬局方においては、特定の疾患からくる寒気や眠気に有効であると記され、それらがタバコのもつ水分を吸収する効能、身体を温める効能から説明されたが、これはつまり健康な人間にとってきわめて重要な要素である「調和」を保つものであったとされていたのである。感染を阻むために、タバコの煙は建物を燻すものとしても使われた。
呼吸器を刺激するために、タバコの煙を直腸管から注入する治療を最初におこなったのは、北アメリカ大陸のインディアンである。また初期の例としては、1686年のトーマス・サイデンハムの記録がある。サイデンハムは腸閉塞の治療のため、まず瀉血を行い、続いてタバコの煙の浣腸を行ったのである。
 であるからして、私は、腕に瀉血を施してから一時間ないし二時間後に、くだすための強力な浣腸剤をいれることが最適であるとみている。そして、タバコの煙こそがもっとも強力かつ効果的だと思われる。煙を、向きを反対にしたパイプから大きな膀胱を使って内臓まで送り込む。一度やってみてから、用便させても、導管が下まで広がっていなければ、少し間を置きながら繰り返すのがよい。—Thomas Sydenham
19世紀オランダの農夫たちは、下剤が必要な馬によくタバコの煙を浣腸した。アメリカの人類学者であるフランク・スペックの報告によれば、北アメリカ大陸の先住民であるカトーバ族も自分たちの馬にこの治療をおこなっていた。

## 医学的観点
当時の医学者にとって、仮死状態にある患者への適切な治療とは、温めることと刺激することだった。アン･グリーンという女性は子殺しにより死刑を宣告され、1650年に絞首刑となったが、検死をした解剖医は彼女にまだ息があることを発見した。医者はグリーンを蘇生させるべく、熱したリキュールを飲ませ、手足をこすりあげたほか、身体を温める膏薬を塗った。そして「温熱効果のある匂いの強い浣腸剤により身体のなかのものを出し、内臓をあたため」ようとした。温かさが保たれるようすでに別の女性がいるベッドにグリーンを寝かせてやると、ついに彼女は完全に回復し、（刑はすでに執行済みのため）その罪を免じられたのだった。人工呼吸と肺か直腸への煙の注入は、どちらを選んでもよい互換性のある治療法とみなされていたが、タバコにはひとを温め、刺激する成分が含まれているとされていたので、その煙の注入こそが最も強力だと考えられていた。
オランダ人は、運河に落ちてしまい溺水したとおぼしき人間への治療として、煙を肺に注入する実験を行った。患者は呼吸器の刺激として直腸からもタバコの煙を注入された。ヨーロッパでも最初期に、タバコの煙の浣腸を溺水した人間の蘇生法として推奨した医者として、リチャード・ミードがいるが、彼は1745年に没入療法によって医原病的に溺水した人間の治療にタバコの煙を浣腸するよう提唱している。ミードの名は、タバコの煙を直腸に注入して患者を蘇生させた最初の記録として残っている。これは、1746年に溺死とおぼしき女性への治療をおこなったときのものだ。女性の夫は通りかかった水兵の助言に従い、彼から借りた煙管の柄を妻の肛門に挿入し、皿のところをタバコの巻紙で包んで「思い切り息を吹いた」。女性は生き返ったようである。1780年代、イギリス王立人道協会は蘇生をおこなうための器具をまとめてキットとして導入するが、その一式には煙の浣腸器も含まれており、テムズ川に沿って各所に設置された。19世紀にはタバコの煙の浣腸は医学的な手法として確立されており、人道協会はこぞってこの手法を人工呼吸と同じぐらい重要なものとみなしていた。
"タバコの浣腸、吸って吐く、瀉血
よくなるまで温かくしてマッサージ
何をするにも痛みがあったら要注意
たとえ1日でも急いてはいけない"—ホールストン博士 （1774年9月24日）
1805年には、タバコの煙を直腸経由で吸入することが、難治性の消化管の狭窄を治療する手法として定着していた。ある実験では、半ドラムのタバコを4オンスの水で煎じて、手の施しようがない痙攣に苦しむ患者に浣腸するというものがあった。煎じることで患者の体内に成分を浸透する作用は高まり、痙攣をおさえるための「知覚が鋭敏に」なるというものであったが、病状は悪化し、吐き気と過呼吸はさらに酷くなった。煙の浣腸はヘルニアの治療にもよく用いられた。1843年の記録にある中年男性は、絞扼性ヘルニアの治療のため施術されたが、亡くなっている 。同じようなケースとして、1847年にある女性が、リキッド状のタバコにチキンブイヨンを加えたものを浣腸され、オピウムと甘汞を経口投与されている。この女性は後に回復している。
1811年、ある医事文筆家がこう記している「タバコ浣腸の力というのは驚くべきもので、専門家の注目をほしいままにしている。タバコの煙を1年おきに注入することの意義と手法について、たいへん多くの書きものがなされている」。1827年の論文では、便秘に悩む女性に煙草の煙が何度か浣腸されているが、あまり芳しい成果は上げていないようである。1835年の報告では、煙草の浣腸は「衰弱状態の」コレラ患者にも有効であった。
この患者のところに私が呼ばれる前に、明らかに便臭をともなう嘔吐が始まっていたようだ。タバコの煙を浣腸するよう指示をだしていたが、身体の内部で生じているであろうおそらくはヘルニアか激しい痙攣の緩和が望まれた。少女の看護人には、水銀を服用させたら、ベッドに寝かせた彼女をこまめに起こしてやるよう言いつけた。彼女は自分で起き上がれないほど衰弱していたのだが、これはつまり彼女の体位を変えてやり、背と腹の向きも変えてやる、そしてまたその逆にとしてやることで、腸の深いところまで水銀が下降しやすいように配慮してのことだった。—ロバート・ディック医学士(1847)

## 衰退
タバコが病気を治療する効果に関する理論への攻撃は17世紀初めから存在した。ジェームズ1世もその有効性について辛辣であり、「〔それは〕この世の何にもまして上品かつ紳士的に病を治癒してくださるものであろうか」。また喫煙は体液を枯らしてしまい、脳をすすけさせるものであり、ただでさえ自然に乾燥している老人などは喫煙すべきでないという論もあった。
タバコの煙が病気を防ぐことの有効性は20世紀にいたってもはっきりと信じられていたが、煙を浣腸するやり方は西欧医学においては1811年頃から衰退した。ベンジャミン・ブロディーの動物実験により、タバコの煙に含まれるニコチンが、血の巡りを阻害する心臓毒であるという結果が示されたのである。